# Leopold von Hessen-Homburg

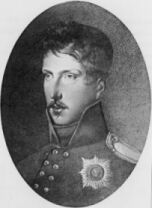
Prinz Leopold von Hessen-Homburg

Leopold Victor Friedrich von Hessen-Homburg (* 10. Februar 1787 in Homburg; † 2. Mai 1813 in Großgörschen) war ein Prinz von Hessen-Homburg.

## Leben
Leopold war der jüngste Sohn des Landgrafen Friedrich V. von Hessen-Homburg (1748–1820) aus dessen Ehe mit Karoline (1746–1821), Tochter des Landgrafen Ludwig IX. von Hessen-Darmstadt.
Leopold erhielt 1789 das Patent eines dänisches Kapitäns. 1803 wurde er preußischer Stabskapitän und kämpfte im Vierten Koalitionskrieg im Regiment „von Möllendorff“ bei Auerstedt. 1809 avancierte er zum Major, nahm aber im Frühjahr 1812 seinen Abschied. Zu Beginn der Befreiungskriege trat er erneut in die preußische Armee ein. 
Leopold fiel als Stabsoffizier des 1. Schlesischen Infanterieregiments im Armeekorps „Blücher“ an der Spitze der preußischen Garde in der Schlacht bei Großgörschen, der ersten Schlacht der Befreiungskriege gegen Napoleon. Seine letzten Worte galten dem hinzugeeilten Adjutanten von Froelich: „Lassen Sie mich nur nicht unter den Franzosen!“
Leutnant von Froelich nahm dem Major die Adjutantenschärpe ab und überbrachte sie dessen Schwester Marianne. An der Stelle, an der er starb, ließ seine Schwester ein Denkmal aus Eisenguss errichten, das die einfache Aufschrift trägt: „‚Hier fiel Prinz Leopold von Hessen-Homburg.‘ Am 2. Mai 1813.“ Ein weiteres Erinnerungsmal ließ sie im Park des Schlosses Fischbach in Schlesien errichten.
Auch Leopolds fünf Brüder kämpften in den Befreiungskriegen, was Napoleon zu dem Ausspruch verleitet haben soll: „Je trouve partout un Hombourg!“ (Überall find’ ich einen Homburg!)

## Ehrungen

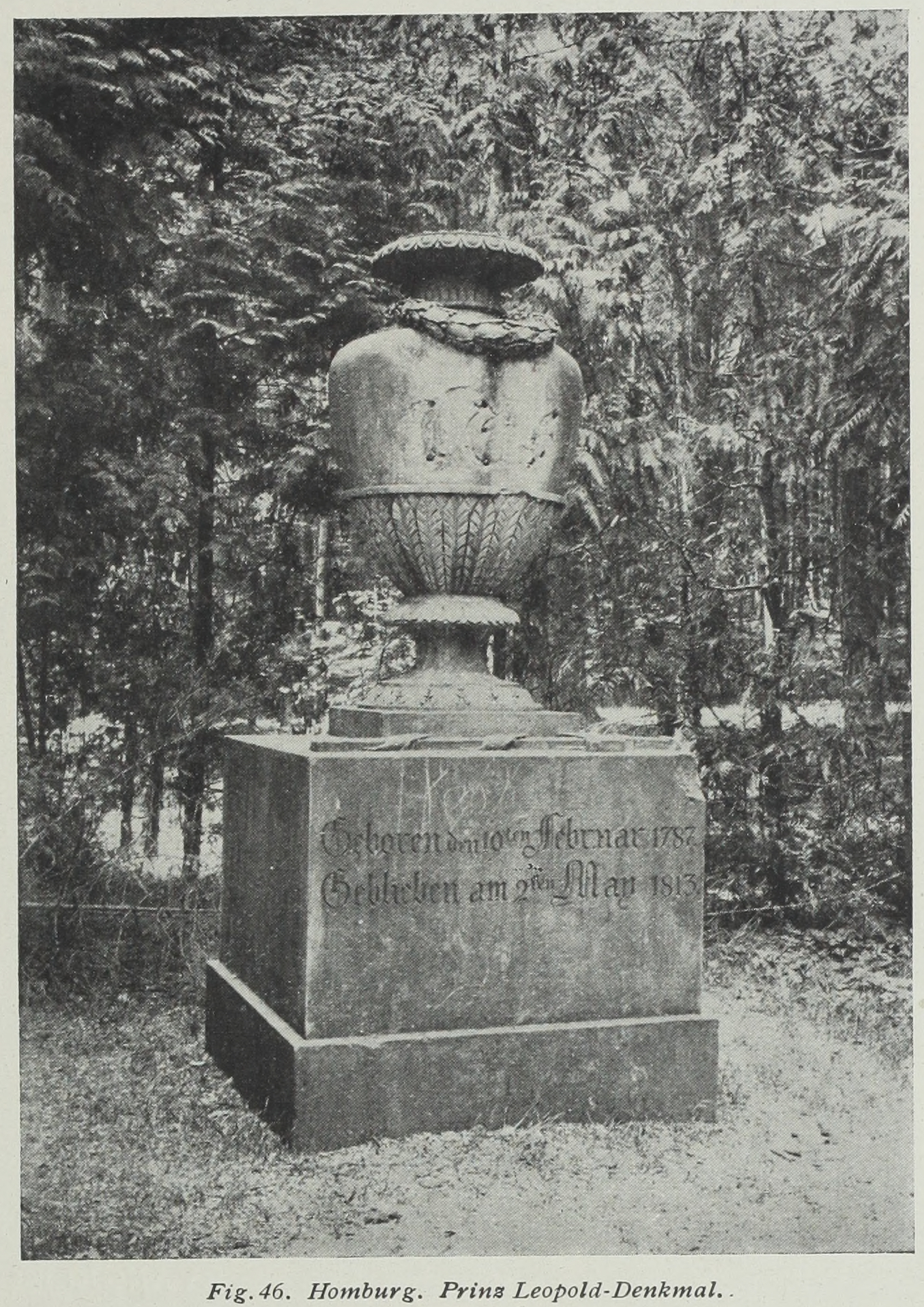
Denkmal für Prinz Leopold in Bad Homburg

- Das ihm postum verliehene Eiserne Kreuz wurde auf dem nach Homburg überführten Sarg angebracht.
- Die Figur des Genius der Schlacht bei Großgörschen auf dem Kreuzberg-Denkmal in Berlin gleicht Prinz Leopold.
- In der Stadt Bad Homburg erinnert der „Leopoldsweg“ an den Prinzen.
- Ausstellung im Gotischen Haus Bad Homburg vom 1. Mai–28. August 2013 anlässlich des 200. Todestages des Prinzen.[3]

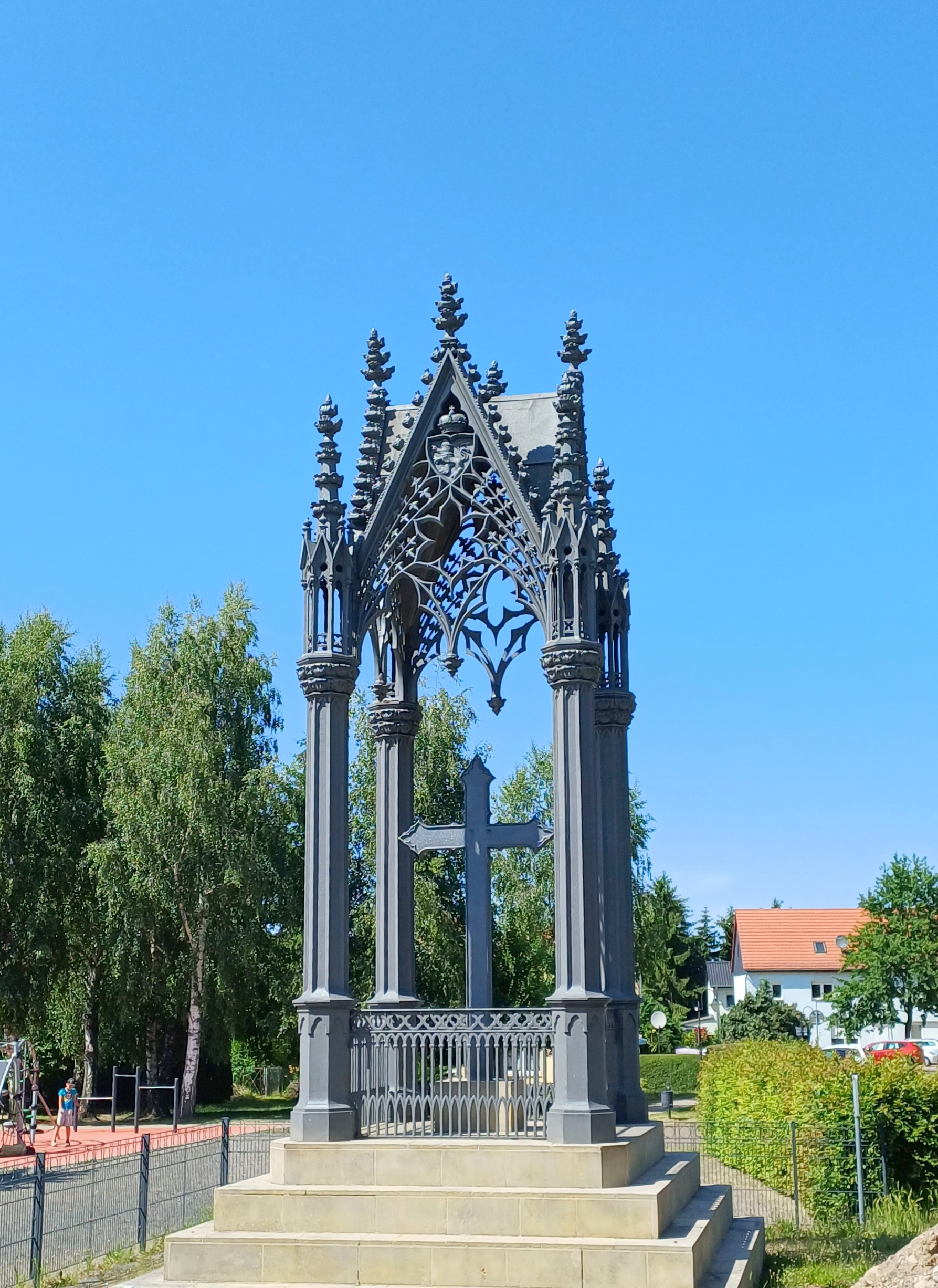
Hessen-Homburg-Denkmal von Großgörschen

## Denkmäler
- Hessen-Homburg-Denkmal in Großgörschen